# Pojemność elektryczna
Pojemność elektryczna – wielkość fizyczna informująca o zdolności ciała lub układu ciał do gromadzenia ładunku elektrycznego.
Dla pojedynczego ciała pojemność elektryczna jest równa stosunkowi przyrostu ładunku {\displaystyle \Delta q} zgromadzonego na przewodniku do wzrostu potencjału {\displaystyle \Delta \varphi } tego przewodnika wywołanego przez ten ładunek:
{\displaystyle C={\frac {\Delta q}{\Delta \varphi }}.}
Wzór ten stosuje się przy założeniach, że ciało przewodzące jest spójne, nie ulega deformacji i jest oddalone od innych ciał przewodzących.
Jednostką pojemności elektrycznej w układzie jednostek SI jest farad (F).
W układzie CGS jednostką pojemności elektrycznej jest centymetr (nie mylić z jednostką długości o tej samej nazwie). Pojemność 1 cm odpowiada pojemności metalowej kulki o promieniu 1 cm. Przeliczniki: 1 cm = 1,11 pF; 1F = 9 × 1011 cm.
Dla układu przewodzących ciał ilość zgromadzonego ładunku zależy od kształtu ciał i ich położenia. Związek między ładunkami a ich potencjałami określa wzór:
{\displaystyle q_{i}=\sum _{j}C_{ij}\varphi _{j},}
gdzie:
- {\displaystyle q_{i}} – ładunek na ciele i,
- {\displaystyle \varphi _{j}} – potencjał przewodnika j,
- {\displaystyle C_{ij}} – macierz pojemności elektrycznej,
  - {\displaystyle C_{ii}} – pojemność elektryczna własna poszczególnych ciał,
  - jeśli i <> j {\displaystyle C_{ij}} – współczynnik indukcji elektrostatycznej między ciałem i a ciałem j, zwany pojemnością elektryczną wzajemną dwóch ciał,

Pojemność wzajemna dwóch naładowanych przewodników zawierających ładunki {\displaystyle q} i {\displaystyle -q} wynosi:
{\displaystyle C={\frac {q}{\varphi _{1}-\varphi _{2}}},}
gdzie {\displaystyle \varphi _{1}} i {\displaystyle \varphi _{2}} to potencjały tych przewodników.
Pojemność wzajemna jest podstawowym parametrem układów elektrycznych gromadzących ładunek w wyniku różnicy potencjałów, w tym kondensatorów. Przymiotnik „wzajemna” jest zwykle pomijany.

## Historia
Początki pojęcia pojemności elektrycznej należy doszukiwać się w XVIII wieku dzięki pracom dwóch naukowców, Pieter van Musschenbroek oraz Ewald Georg von Kleist, którzy około 1745 roku, niezależnie od siebie stworzyli butelkę lejdejską.
Początkowo sądzono, że ładunek był przechowywany w lejdejskich butelkach w wodzie. W 1749 roku amerykański naukowiec Benjamin Franklin przeprowadził szeroko zakrojone badania zarówno wypełnionych wodą, jak i foliowych butelek lejdejskich, które doprowadziły go do wniosku, że ładunek był przechowywany w szklance, a nie w wodzie. Eksperyment polegał na rozebraniu butelki po naładowaniu i wykazaniu, że na metalowych płytach znajduje się niewielki ładunek, a zatem musi on znajdować się w dielektryku.
Pojemność mierzono w liczbie „butelek” o danej wielkości, przy założeniu rozsądnie standardowej grubości i składu szkła. Typowa butelka lejdejska o pojemności 1 litra ma pojemność około 1111 pF.
Termin „farad” został pierwotnie ukuty przez Latimera Clarka i Charlesa Brighta w 1861 r. na cześć Michaela Faradaya, jako jednostkę ładunku, ale w 1873 r. farad stał się jednostką pojemności. W 1881 roku na Międzynarodowym Kongresie Elektryków w Paryżu nazwa farad została oficjalnie użyta dla jednostki pojemności elektrycznej.

## Związek pomiędzy pojemnością elektryczną a energią elektryczną
Dostarczając niewielki ładunek dq do już naelektryzowanego do napięcia V ciała (okładki kondensatora), jego energia wzrasta o:
{\displaystyle dE=Vdq.}
Całkowita praca wykonana na elektryzowanie ciała o pojemności elektrycznej C, do napięcia V wyniesie:
{\displaystyle q=CV,}
{\displaystyle E=\int _{0}^{Q}Vdq=\int _{0}^{Q}{\frac {q}{C}}dq={\frac {1}{2}}{\frac {Q^{2}}{C}}={\frac {CV^{2}}{2}},}
gdzie:
- {\displaystyle q} – ładunek już zgromadzony w kondensatorze,
- {\displaystyle Q} – ładunek, który zostanie zgromadzony na ciele (okładce kondensatora),
- {\displaystyle C} – pojemność kondensatora.

W przypadku pola ładunku sferycznego, praca wyrażona jest wzorem:
{\displaystyle W=\int _{0}^{Q}\Delta {V}dq=\int _{0}^{Q}{\frac {q}{C}}dq=\int _{0}^{Q}{\frac {q}{4\pi \varepsilon _{0}R}}dq={\frac {Q^{2}}{8\pi \varepsilon _{0}R}}.}

## Pojemność kondensatora

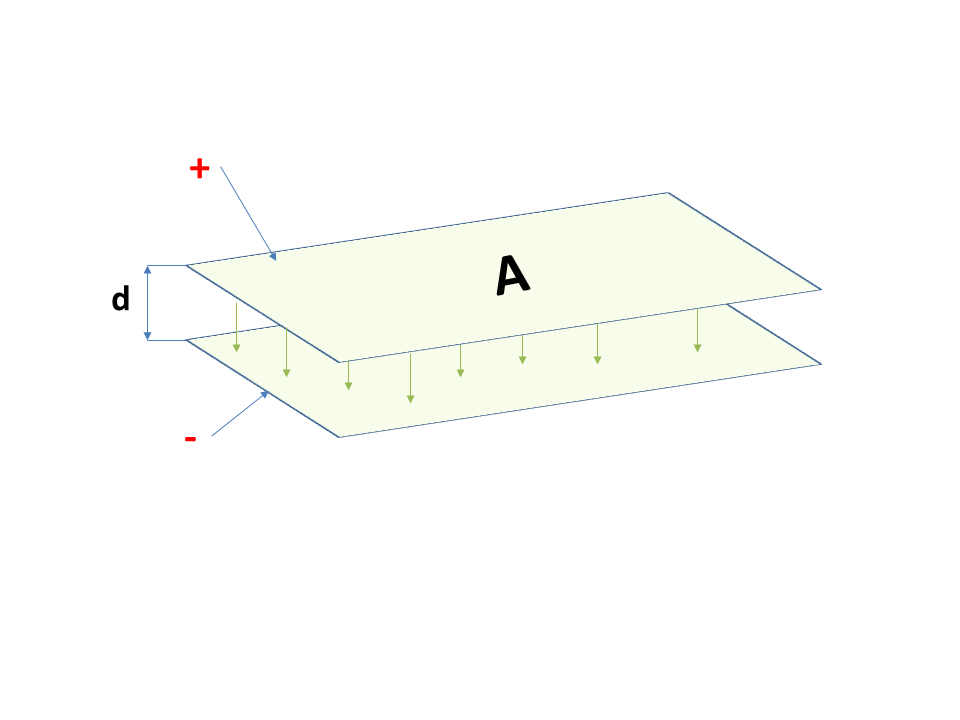
Rys1. Kondensator

Układ dwóch przewodników, który może gromadzić ładunek elektryczny, przy przyłożonej różnicy potencjałów jest kondensatorem, a te przewodniki okładkami kondensatora. Gdy obie płytki o powierzchni A leżą w odległości d, to pojemność kondensatora płaskiego jest równe:
{\displaystyle C={\frac {q}{V}}=\varepsilon _{0}\varepsilon _{r}{\frac {A}{d}},}
gdzie:
- {\displaystyle C} – pojemność w faradach [F],
- {\displaystyle A} – powierzchnia płyty w metrach kwadratowych [m²],
- {\displaystyle \varepsilon _{0}} – stała elektryczna (ε0 ≈ 8,854×10−12 F⋅m−1),
- {\displaystyle \varepsilon _{r}} – względna przenikalność elektryczna materiału pomiędzy okładkami ({\displaystyle \varepsilon _{r}=1} dla powietrza),
- {\displaystyle d} – odległość między płytami w metrach.

## Sposoby pomiaru pojemności kondensatora
Pojemność kondensatorów można wyznaczyć m.in. metodą techniczną, metodą rezonansową oraz mostkową z wykorzystanie mostka Wheatstone’a.
Pomiar pojemności metodą techniczną dokonywany jest identycznie jak pomiar rezystancji. Układ pomiarowy zasilany jest prądem przemiennym o znanej (lub mierzonej) częstotliwości. Mierzone jest natężenie prądu i napięcie na badanym elemencie, a następnie korzystając z prawa Ohma wyznaczana jest impedancja (Z) elementu badanego. W przypadku kondensatora składowa rezystancyjna jest tak mała, że można ją pominąć, czyli reaktancja kondensatora (Xc) jest równa impedancji (Z):
{\displaystyle X_{C}=Z={\frac {U}{I}}.}

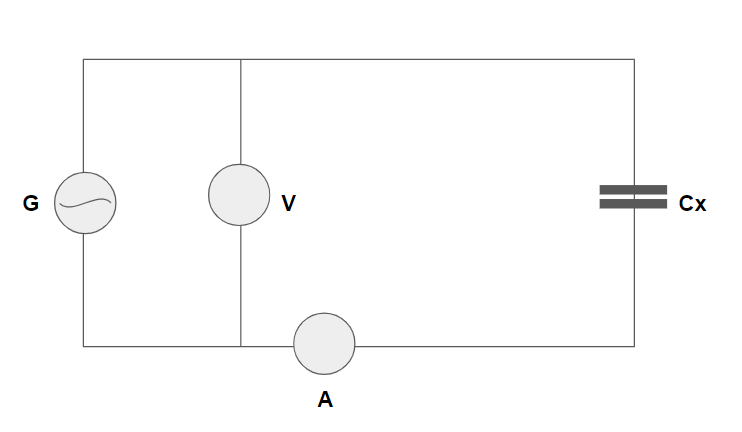
Rys. 2. Schemat układu jednopunktowego do pomiaru pojemności metodą techniczną – woltomierz, amperomierz

Na podstawie znajomości reaktancji kondensatora i częstotliwości źródła zasilania (f), wzór na jego pojemność wyraża się następująco:
{\displaystyle X_{C}={\frac {1}{2\pi fC}}.}
Po przekształceniu:
{\displaystyle C={\frac {1}{2\pi fX_{C}}}={\frac {I}{2\pi fU}}.}
Inną metodą wyznaczania pojemności kondensatorów jest metoda rezonansowa. Polega ona na zasilaniu prądem przemiennym o regulowanej częstotliwości obwodu RLC, w którym L (cewka) jest znaną indukcyjnością wzorcową. Zmieniając częstotliwość zasilania mierzone jest napięcie na rezystancji. Celem jest poszukiwanie punktu pracy, w którym napięcie na rezystancji jest maksymalne (natężenie prądu też jest wtedy maksymalne). Zajdzie to w stanie rezonansu, czyli w chwili, gdy XC = XL. Częstotliwość rezonansowa wynosi wtedy:
{\displaystyle f_{0}={\frac {1}{2\pi {\sqrt {LC}}}}.}
Po przekształceniu:
{\displaystyle C={\frac {1}{4\pi ^{2}f_{0}^{2}L}}.}

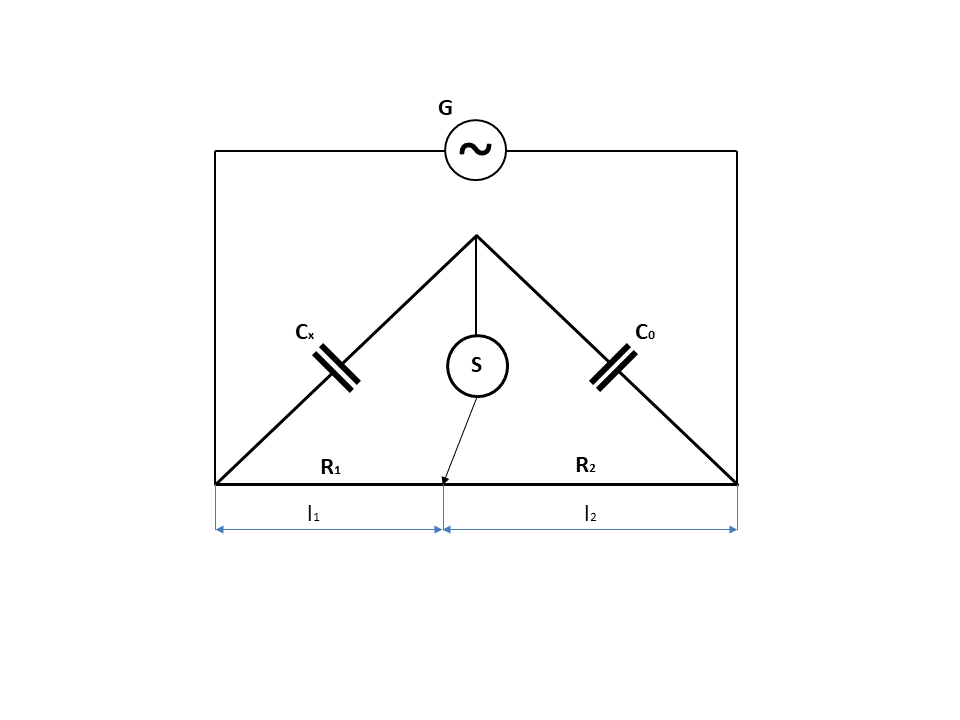
Rys. 3. Schemat podłączenia elementów mostka Wheatstone’a

Pojemność kondensatora można wyznaczać również metodą mostka Wheatstone’a, standardowo stosowaną do pomiaru oporów czynnych (omowych). Ponieważ kondensator włączony w obwód prądu zmiennego zachowuje się jak opór, można mierzyć jego pojemność za pomocą tegoż mostka zasilanego prądem zmiennym. Schemat układu mostka Wheatstone’a do wyznaczania pojemności pokazany jest na rys. 3.
Mostek taki składa się z dwóch kondensatorów, jednego o znanej pojemności (C0) i drugiego, którego pojemność będzie mierzona (Cx), Generatora prądu zmiennego (G) oraz słuchawki (S) podłączonej od góry do układu, i od dołu do listwy oporowej. Podłączenie słuchawki układu jest ruchome – np. poprzez suwak.
Gdy mostek znajduje się w równowadze (brak słyszalnego dźwięku w słuchawce), to spełnione są następujące równania:
{\displaystyle {\frac {X_{x}}{X_{0}}}={\frac {R_{1}}{R_{2}}},}
gdzie:
- {\displaystyle X_{x}} – reaktancja kondensatora Cx,
- {\displaystyle X_{0}} – reaktancja kondensatora C0.

Pojemność badanego kondensatora określona jest wzorem:
{\displaystyle C_{x}=C_{0}{\frac {l_{2}}{l_{1}}},}
gdzie:
- {\displaystyle C_{x}} – pojemność kondensatora badanego,
- {\displaystyle C_{0}} – pojemność kondensatora o znanej pojemności,
- {\displaystyle l_{2},l_{1}} – długości listwy oporowej od końca do suwaka przewodu słuchawki.